# 岡崎げんき館

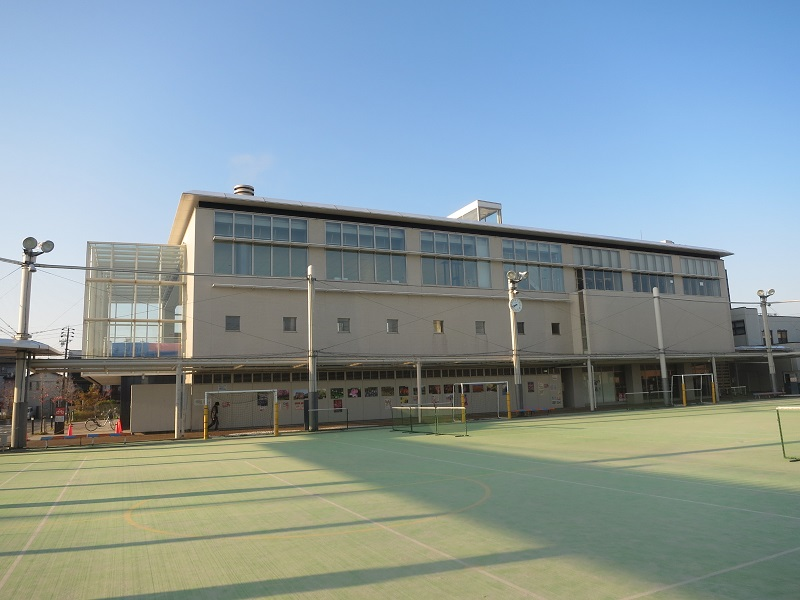
屋外健康広場

岡崎げんき館（おかざきげんきかん）は、岡崎市若宮町にある公共の健康増進施設。屋内プールとトレーニングジムを備えている。建物の中には岡崎市保健所もある。
2008年（平成20年）3月1日にオープン。旧市立岡崎病院跡地に「健やかに集い、にぎわいを創出する核として」建てられた。開館に伴い、康生地区にあった保健所が本館の中に移転した。

## 施設概要
| 区分             | 主な施設                                                                                                   | 利用時間    | 休み                                       |
| ---------------- | --- | ----------- | ------------------------------------------ |
| 保健衛生ゾーン   | 保健所事務室、相談室、X線室、 検診室、保健指導室                                                           | 8:30～17:15 | 土・日・祝日・年末年始（12月29日～1月3日） |
| 健康づくりゾーン | 屋内プール（25m×6コース） スタジオ（40名収容可能） トレーニングジム 屋外健康広場（フットサル、テニスなど） | 9:00～21:30 | 第4月曜日・年末年始（12月29日～1月3日）    |
| 子ども育成ゾーン | 子育て支援室、プレイルーム、 一時託児コーナー、屋外子ども広場                                              | 9:00～17:00 | 第4月曜日・年末年始（12月29日～1月3日）    |
| 市民交流ゾーン   | 情報ライブラリー、調理実習室、 市民活動室・和室                                                            | 9:00～21:00 | 月曜日・年末年始（12月29日～1月3日）       |

## 交通アクセス
- 名鉄名古屋本線「東岡崎駅北口バスターミナル」－（名鉄バス）→「岡崎げんき館前」停留所下車
- 愛知環状鉄道・愛知環状鉄道線「中岡崎駅」－（まちバス　東西ルート）→「岡崎げんき館」下車
- 東名高速道路「岡崎インターチェンジ」下車、国道1号を名古屋方面（西方面）へ約5分